# Cantón de Caen-10
El cantón de Caen-10 era una división administrativa francesa, que estaba situada en el departamento de Calvados y la región de Baja Normandía.

## Composición
El cantón estaba formado por dos comunas, más una fracción de la comuna que le daba su nombre:
- Caen (fracción)
- Cormelles-le-Royal
- Ifs

## Supresión del cantón de Caen-10
En aplicación del Decreto n.º 2014-160 de 17 de febrero de 2014, el cantón de Caen-10 fue suprimido el 22 de marzo de 2015 y sus 3 comunas pasaron a formar parte; las dos comunas del nuevo cantón de Ifs, y la fracción de la comuna que le daba su nombre del nuevo cantón de Caen-4.